# Circulation extracorporelle
Pour les articles homonymes, voir CEC.

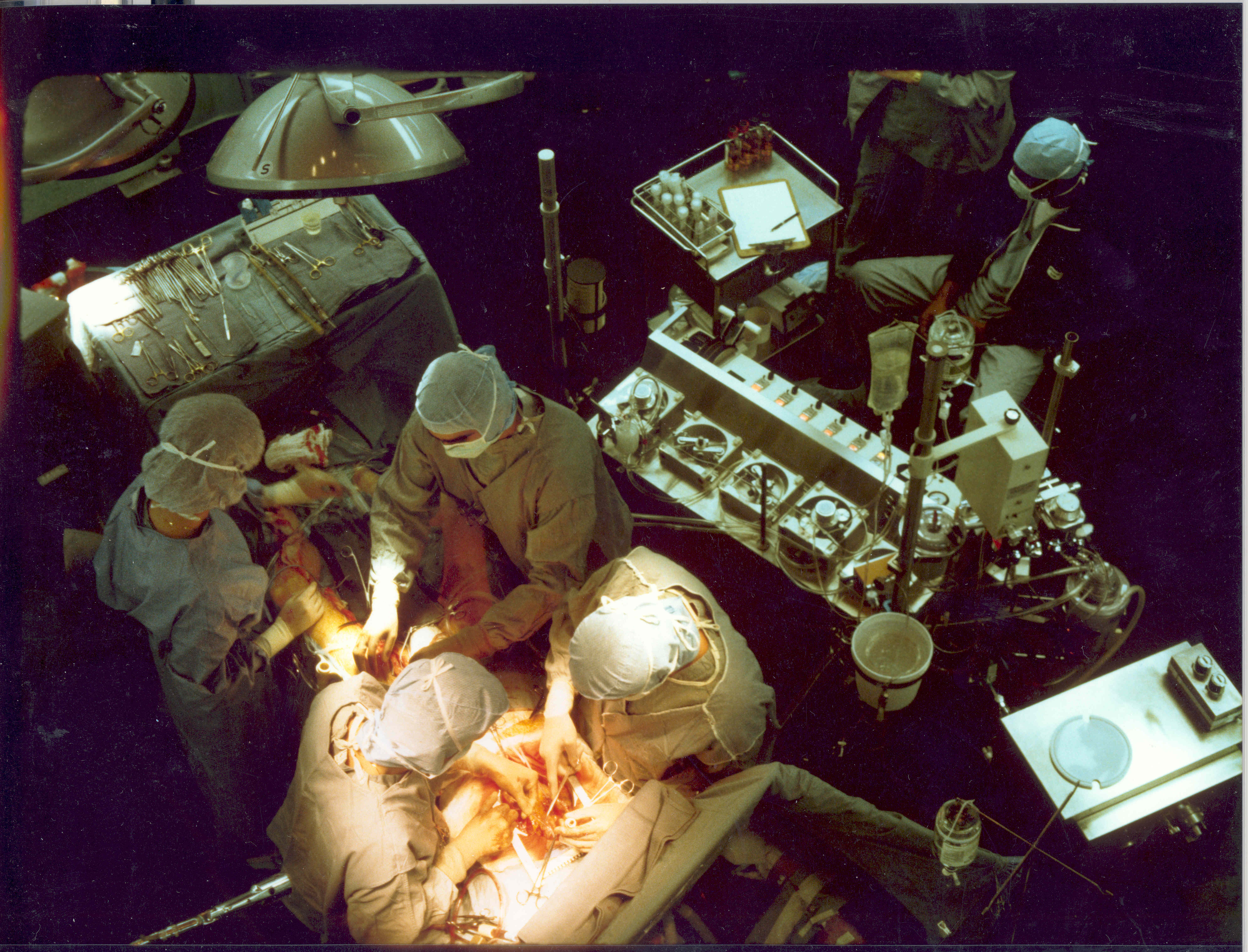
Une opération de chirurgie cardiaque en 1981 : au milieu à droite, dispositif de circulation extra-corporelle.

La circulation extracorporelle (CEC) est une dérivation de la circulation sanguine dans le cœur et les poumons en dehors du corps. C’est une technique de suppléance cardiopulmonaire, permettant l’obtention de cavités cardiaques exsangues afin d’immobiliser le cœur, pour exécuter la chirurgie intracavitaire, et obtenir la vacuité cardiaque. 
La CEC est utilisée afin de maintenir la circulation et l’oxygénation systémiques, étant donné que la circulation pulmonaire est arrêtée. L'appareil se compose de trois parties : la pompe artérielle, qui supplée le ventricule gauche, l'oxygénateur, qui assure l'oxygénation du sang veineux du patient, et l'échangeur thermique, qui permet de faire varier la température du sang injecté au malade.
Le premier dispositif fonctionnel a été élaboré et utilisé avec succès par John Heysham Gibbon en 1953.